# بيل ريد (لاعب هوكي الجليد)
بيل ريد هو لاعب هوكي الجليد كندي، ولد في 25 مايو 1954 في تورونتو في كندا.

## وصلات خارجية
- بيل ريد على موقع EliteProspects.com (الإنجليزية)
- بيل ريد على موقع HockeyDB.com (الإنجليزية)
- بيل ريد على موقع Hockey-Reference.com (الإنجليزية)